# Hulda Lundin
Hulda Sofia Lundin, född den 12 juni 1847 i Kristianstad, död den 13 mars 1921 i Oscars församling, Stockholm, var en svensk sömmerska och pedagog, som lade grunden till den moderna textilslöjdsundervisningen. Hon var dotter till skräddaren Anders Lundin och Kristina Andersdotter och syster till modisten, modeskaparen och skräddaren Augusta Lundin. Från 1885 var hon slöjdinspektris i Stockholm.

## Biografi
Både Hulda Lundin och hennes sju år äldre syster Augusta lärde sig sy av sin far, som var skräddare. Medan systern flyttade hemifrån för att ta arbete i hattbutik i Stockholm, arbetade Hulda Lundin 1862–1866 kvar som lärare på den småskola, Dahlska flickskolan i Kristianstad, där hon själv var elev mellan 1855 och 1863. 1867 flyttade hon till Stockholm för att arbeta som lärarinna (med särskild dispens, eftersom hon inte avlagt folkskollärarexamen), och under tiden som folkskollärarinna i Klara församling fick hon chans att göra en första studieresa i utlandet, för att studera folkskoleväsendet i England och Skottland.
Efter ytterligare en utlandsresa, den här gången med ett resestipendium till Tyskland 1881, började Lundin forma den pedagogik som kallades omväxlande Lundinska kursen, Stockholmsmetoden och Folkskolans metod. Pedagogiken var inspirerad av Rosalie Schallenfeldts undervisning i kvinnlig slöjd i Tyskland, och innebar en metodisk utlärningsprocess, där olika moment i undervisningen följde varandra i bestämd turordning. I pedagogiken fanns också ett element av att slöjdundervisning var utvecklande på flera sätt, exempelvis genom att lära ut ordningssinne.
Så småningom började Lundin utbilda andra lärare i sin pedagogik, som kom att prägla slöjdundervisningen i Sverige ända in på senare delen av 1900-talet. 1893 deltog hon vid världsutställningen i Chicago med sin undervisningsmetod. Lundin var den första kvinnliga styrelsemedlemmen för Sveriges allmänna folkskollärarförening, och var också styrelsemedlem för Svensk Läraretidning.